# Gymnotus chimarrao
Gymnotus chimarrao är en fiskart som beskrevs av Cognato, Richer-de-forges, Albert och Crampton 2008. Gymnotus chimarrao ingår i släktet Gymnotus och familjen Gymnotidae. Inga underarter finns listade i Catalogue of Life.